# Vilhelmina
Vilhelmina es un municipio de la provincia de Västerbotten, al norte de Suecia. Con un área de 8120 km², es el séptimo municipio de Suecia en extensión pero tiene una densidad de población de 1 habitante por kilómetro cuadrado. La población se divide entre 4057 hombres y 3861 mujeres. La capital, de nombre homónimo, tiene 2000 habitantes. 

## Historia
En 1804 la comuna de Volgsjö se pasó a llamar Vilhelmina, en honor a la reina Federica Dorotea Guillermina.

## Geografía
Como el resto de partes septentrionales de Suecia, llamadas coloquialmente Norrland, está escasamente poblada debido al riguroso clima. No obstante posee importantes riquezas naturales. La temperatura más baja registrada en Suecia fue de -53 °C, a treinta kilómetros de la capital del municipio.